# Aa en Hunze
Aa en Hunze – gmina w Holandii, w północno-wschodniej części prowincji Drenthe. Nazwa pochodzi od dwóch rzek Drentsche Aa (Aa) i (en) Hunze. Gmina ma powierzchnię 278,88 km². Według spisu ludności z 2013 roku gmina liczy 25.432 mieszkańców, a gęstość zaludnienia wynosi 92 os./km². Siedzibą gminy jest miejscowość Gieten. Obecnym burmistrzem gminy jest Eric van Oosterhout.

## Miejscowości gminy
Wsie:
Amen, Anderen, Anloo, Annen, Annerveenschekanaal, Balloërveld, Balloo, Deurze, Eext, Eexterveen, Eexterveenschekanaal, Eexterzandvoort, Ekehaar, Eldersloo, Eleveld, Gasselte, Gasselternijveen, Gasselternijveenschemond, Gasteren, Geelbroek, Gieten, Gieterveen, Grolloo, Marwijksoord, Nieuw Annerveen, Nieuwediep, Nijlande, Nooitgedacht, Oud Annerveen, Papenvoort, Rolde, Schipborg, Schoonloo, Spijkerboor, Vredenheim
Przysiółki:
Achter 't Hout, Bareveld, Bonnen, Bonnerveen, Bosje, Broek, De Hilte, Eerste Dwarsdiep, Gasselterboerveen, Gasselterboerveenschemond, Gieterzandvoort, Kostvlies, Tweede Dwarsdiep, Veenhof

## Miasta partnerskie
- Opočno
- Żerków